# Вельке Борове
Вельке Борове (словац. Veľké Borové) — село, громада округу Ліптовський Мікулаш, Жилінський край, регіон Ліптов. Кадастрова площа громади — 10,99 км².
Населення 49 осіб (станом на 31 грудня 2018 року).

## Географія
Розташований природний заповідник Квачянська долина.

## Історія
Вельке Борове згадується 1646 року.

## Населення
| Рік:            | 1994. | 2004.    | 2014.    | 2024. |
| --------------- | ----- | -------- | -------- | ----- |
| Кількість осіб: | 105   | 86       | 56       | 42    |
| Різниця:        |       | -18,09 % | -34,88 % | -25 % |

| Рік:            | 2023. | 2024.   |
| --------------- | ----- | ------- |
| Кількість осіб: | 45    | 42      |
| Різниця:        |       | -6,66 % |